# Hylonomus
Hylonomus var ett släkte tidiga kräldjur som tillhörde anapsiderna och hade kvadratiska huvuden. De utvecklades under slutet av karbon.
Arterna i Hylonymus var omkring 20 centimeter långa. De var mycket lik en modern ödla och åt troligen insekter och andra små varelser. Fossiliserade ben av Hylonomus har påträffats i kollager i Nova Scotia (Kanada).